# Archithosia jaundeana
Archithosia jaundeana là một loài bướm đêm thuộc phân họ Arctiinae, họ Erebidae.